# モンガラ州
モンガラ州(モンガラしゅう、フランス語：Province de la Mongala)は、コンゴ民主共和国北西部の州。
2005年の人口は179万3564人。
州都はリサラ。

## 隣接州
- 北：北ウバンギ州
- 北東：低ウエレ州
- 南東：ツォポ州
- 南：ツアパ州
- 南西：赤道州

## 主要都市
- ブンバ：10万7307人
- リサラ：6万7847人(州都)